# Muiderkring

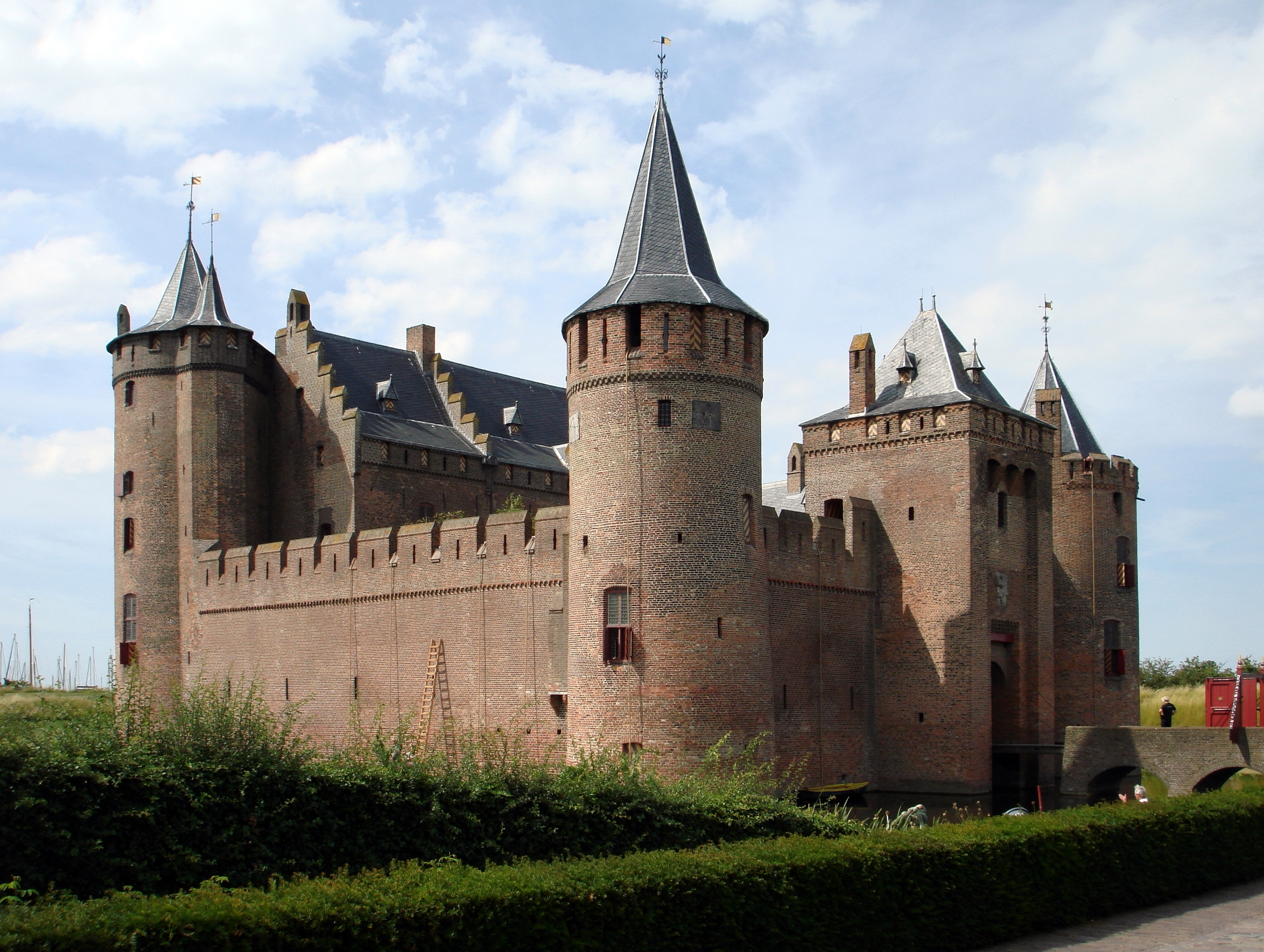
Le Muiderslot en 2008

Le cercle de Muiden (en néerlandais : Muiderkring) était un groupe d'écrivains et de musiciens tenant régulièrement des réunions au château fort médiéval de Muiden (en néerlandais : Muiderslot. Ce cercle était un cénacle, né spontanément, d'amis aimant se retrouver pour pratiquer les arts. Il ne s'agit donc pas d'un cercle littéraire plus ou moins officialisé, bien organisé et structuré. Ce fut surtout à partir du XIXe siècle qu'on fit grand cas de son existence. Des cercles littéraires, jouant un rôle social dépassant le divertissement entre amis, étaient, au XVIIe siècle, les chambres de rhétoriques.

## Bref historique

### Première période

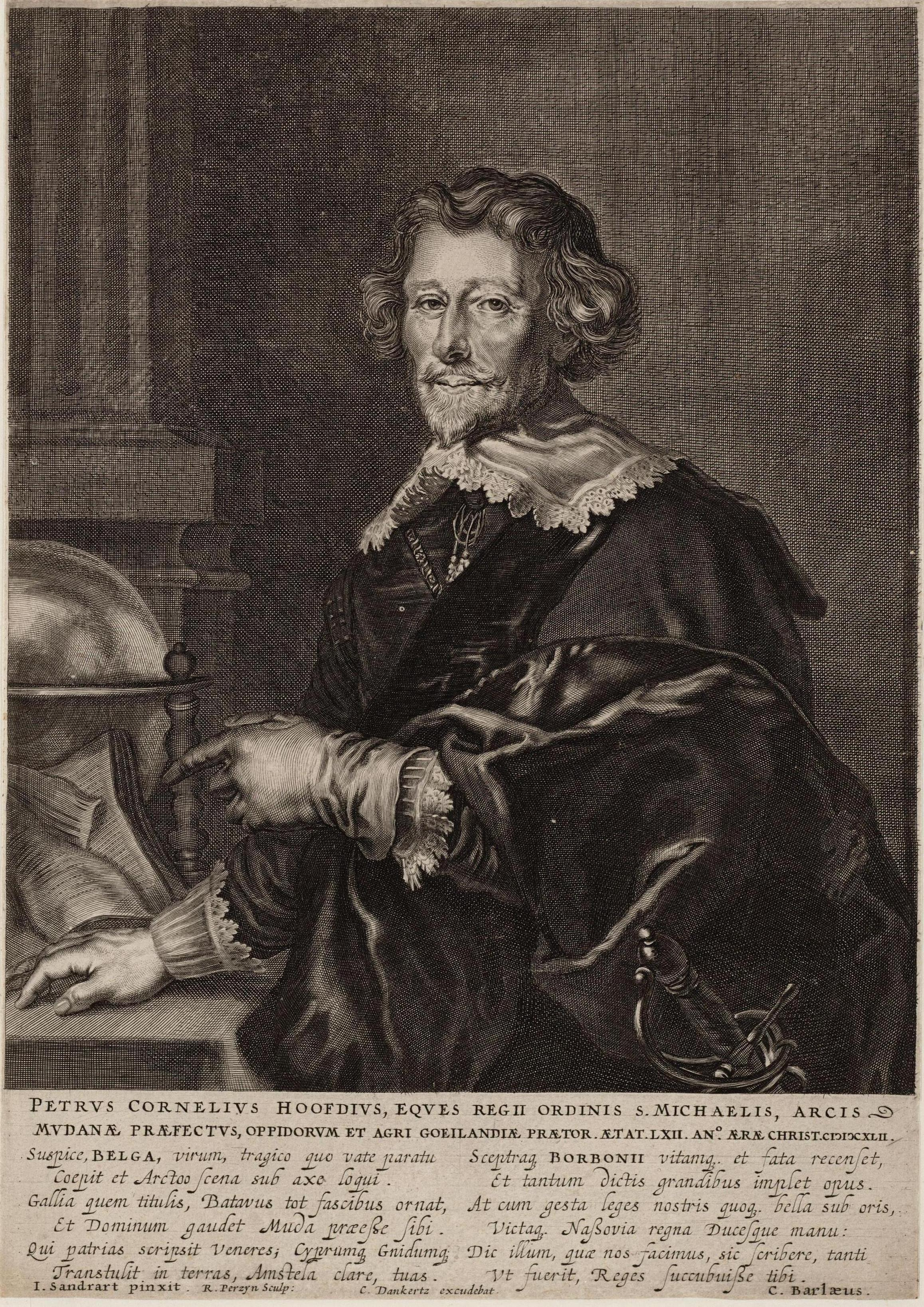
Portrait de P.C. Hooft, d'après le peintre Joachim von Sandrart, de 1642

Le châtelain du Muiderslot était Pieter Corneliszoon Hooft, et c'est lui qui y invitait ses amis, qui arrivaient le plus souvent en petits groupes. Par des lettres et des poèmes nous sommes informés de la façon dont les liens d'amitié se sont noués.
Hooft avait été nommé « drost » ou bailli de Muiden en 1609, fonction qui le rendait responsable de l'application des lois dans la région et, en outre, de l'entretien des digues et de la sécurité militaire. Le Muiderslot, près d'Amsterdam, faisait fonction de résidence officielle habitée l'été par le drost, alors qu'il passait l'hiver, le plus souvent, à Amsterdam.
Aimant la compagnie, Hooft invitait ses bons amis, dont la plupart étaient des amateurs, pratiquant la musique ou la littérature, comme le faisait le châtelain de Muiden lui-même. Le juriste Hugo de Groot, ainsi que Laurens Reael, qui fut un temps gouverneur des Indes, comptaient parmi les invités, comme d'ailleurs Joost van den Vondel. Jacob Cats n'y a jamais mis le pied, mais bien Gerbrand Adriaenszoon Bredero, ainsi que Samuel Coster avec qui Hooft avait fondé un nouveau théâtre à Amsterdam en 1617 : la Première Académie néerlandaise (Eerste Nederduytsche Academie). Il n'y avait pas de réunions au Muiderslot avant 1630, mais bien de semblables à Amsterdam, dans la maison de Roemer Visscher. Après sa mort en 1620, ses filles, Anna et Maria Tesselschade poursuivirent ces activités. Les funérailles de Roemer Visscher furent pour Hooft l'occasion de faire connaissance avec Constantijn Huygens, et il lia avec lui une étroite amitié.
Ainsi, tout un réseau se construisit. Les contacts les plus intenses existaient entre Hooft, Huygens et Tesselschade Visscher. Ceux-ci étaient de taille équivalente et écrivaient des poèmes plein d'esprit et provocateurs, où ils se servaient des mêmes rimes. Lorsqu’en 1621, Huygens se rendit en Angleterre, Hooft composa pour lui un sonnet d'adieu, où la première ligne se termine par le mot « schonken » (hanches). Pour sa réponse versifiée, Huygens employa les mêmes rimes, et Anna et Tesselschade Visscher suivirent bientôt sur le même schéma, ainsi que Brosterhuysen et Rataller Doubleth. À la longue, on finissait par produire neuf sonnets sur le thème schonken. Les liens d'amitié entre ces hommes et ces femmes de lettres deviennent aussi visibles dans le poème que Huygens composa pour Tesselschade Visscher sur son premier voyage au Muiderslot en 1621 : il feint de vouloir garder secret son contenu pour Hooft ; une blague, bien sûr. En effet, il n'était pas facile de s'y rendre en raison du mauvais temps venu de toutes les directions du vent, y compris du sud.
Quand Hooft envoya, par bateau, un arbre de mai (un cadeau traditionnel) à Tesselschade et sa sœur Anna Visscher en guise de remerciement pour leur visite, celui-ci tomba par-dessus bord. Immédiatement, en plaisantant, il fit un poème qu'il mit dans la bouche de l'arbre de mai.
Quelques années plus tard, en 1623, Huygens arriva au Muiderslot, mais Hooft étant absent, en vain. Huygens, dans un poème inspiré par cette expérience, décrivit le Muiderslot, qui aurait ressemblé à un corps acéphale, se tenant là comme un morceau de pierre hostile. Hooft répondit astucieusement que Huygens avait enchanté le château, compliment que Huygens rendit en remarquant que Hooft seul pouvait exercer un tel pouvoir sur le château.
Hooft connut aussi des années solitaires et tristes au Muiderslot. En 1624 mourut son épouse Christina van Erp, ses enfants étant déjà décédés. En 1627 eut lieu son mariage, en secondes noces, avec Heleonora Hellemans.
Les époux reprirent les invitations aux amis à l'occasion de la visite annoncée du stathouder, Frédéric-Henri d'Orange-Nassau. Le château fut entièrement décoré et des pièces dramatiques auraient été jouées et chantées, si le prince n'avait pas fait défaut au dernier moment. En dépit de cela, Hooft avait repris le goût de ce genre d'activités.

### Seconde période

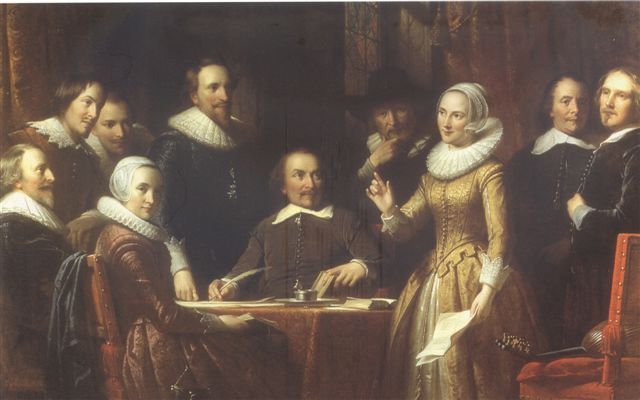
Représentation d'une réunion fictive du Cercle de Muiden, peinte par Jan Adam Kruseman (1852)

C'est à partir de ce moment que commence la période décrite au XIXe siècle comme celle du Muiderkring. Sans nul doute, les peintres du XIXe siècle ont contribué autant au mythe du cercle de Muiden que les écrivains auxquels ils avaient emprunté leur inspiration ; projetant, de différentes manières, les idéaux patriotiques contemporains sur le passé, des peintres comme Pierre Kremer, Hendrik Cramer, Herman ten Kate, Louis Moritz, Jan Adam Kruseman, M. Calisch, Hendrik Scholten et J.H. Egenberger ont créé l'image d'une société harmonieuse d'acteurs culturels d'un niveau artistique et moral élevé qui se réunissaient chez Hooft. La connaissance accrue de l'histoire (littéraire) a forcé les artistes à se conformer aux exigences de plus en plus sévères d'authenticité historique, entrant en conflit avec les besoins de l'enseignement.
Ce n'est que de 1633 que date la première réunion attestée d'amis de l'art au Muiderslot qui semble avoir été perçue comme telle. Le 7 juillet 1633, Hooft invita Maria Tesselschade et son mari, ainsi que Francisca Duarte et son conjoint (qui, comme Tesselschade, demeuraient à Alkmaar), puis Daniël Mostaert, Jacob van der Burgh et Johan Brosterhuysen. Dix jours plus tard suivit une invitation adressée à Baeck. Le 23 juillet 1633, Brosterhuysen fit savoir à Huygens, qui n'accompagnait pas l'armée à ce moment-là mais qui gisait malade à la maison, qu'il irait à Muiden. La façon dont il formule les choses permet, selon Strengholt, de conclure avec décision qu'il s'agit ici réellement d'un événement artistique. Il écrit : « […] j'espère partir pour Amsterdam demain, le dimanche, et de là à Muiden, où le bailli a mandé l'art pour chanter et rimer le diable une jambe en moins, je crains ; les mademoiselles Tesselschade et Francisca s'y occupent à chanter joyeusement “à telle verte bruyère” [= paroles d'une chanson néerlandaise] (« […] morgen op sondagh hoop ick nae Amsterdam te trecken en van dae(-) nae Muijden, alwaer de heer Drossaert de Cunst ghedaghvaert heeft om de Duijvel een been af te singhen en te rijmen, vrees ick; de Juffrouwen Tesselschae en Francisca sitten der al en quinckeleren aen gheen groen' heijde. »). »
Les historiens du XIXe siècle croyaient à des réunions consciemment organisées dans le but de révolutionner et de propager l'art de la Renaissance, alors qu'il semble qu'il s'agisse plutôt de visites informelles d'un nombre de poètes, de chanteurs, de musiciens et de savants, dont parfois l'un, parfois l'autre firent acte de présence. Ils y jouissaient de l'été et y appréciaient les arts. Tesselschade Visscher et Francisca Duarte chantaient, alors que Dirck Sweelinck et Jacob van der Burgh jouaient de leurs instruments, et des poèmes étaient lus par Tesselschade et, bien sûr, par Hooft lui-même. Même des savants comme Johannes Vossius et Caspar Barlæus étaient présents, mais Vondel, un caractère moins sociable, y venait peu, alors que Huygens était trop occupé et gardait ses contacts par correspondance. Tout le monde s'y amusait et Hooft n'en fut pas un des moindres.
Depuis environ l'an 1635, la fréquence des rencontres entre amis au Muiderslot diminua ; certains visiteurs étaient morts, d'autres malades, comme Hooft lui-même dans ses dernières années. Parmi les invités de cette époque, on comptait le harlémois Joan Albert Ban, juriste et prêtre qui, en tant qu'amateur, avait élaboré une théorie musicale par laquelle il semble avoir essayé de faire entrer la seconda pratica baroque dans le carcan d'une méthodologie qu'il mit en pratique en composant de la musique pour plusieurs poèmes néerlandais de Huygens, Hooft et Tesselschade, tous membres du cercle dit de Muiden.
Au printemps de 1645 remonte ce que l'on a appelé le seul rapport conservé d'un témoin oculaire des conversations qui avaient lieu au cercle de Muiden, provenant d'un prédicant d'Epe dans la Veluwe, Franciscus Martinius, qui participa quelques fois au repas en février 1645, alors qu'étaient également présents : Vossius, Barlæus et un professeur de la Sorbonne, Poirier.
Hooft mourut en 1647, peu après le stathouder Frédéric-Henri.

### Conclusion

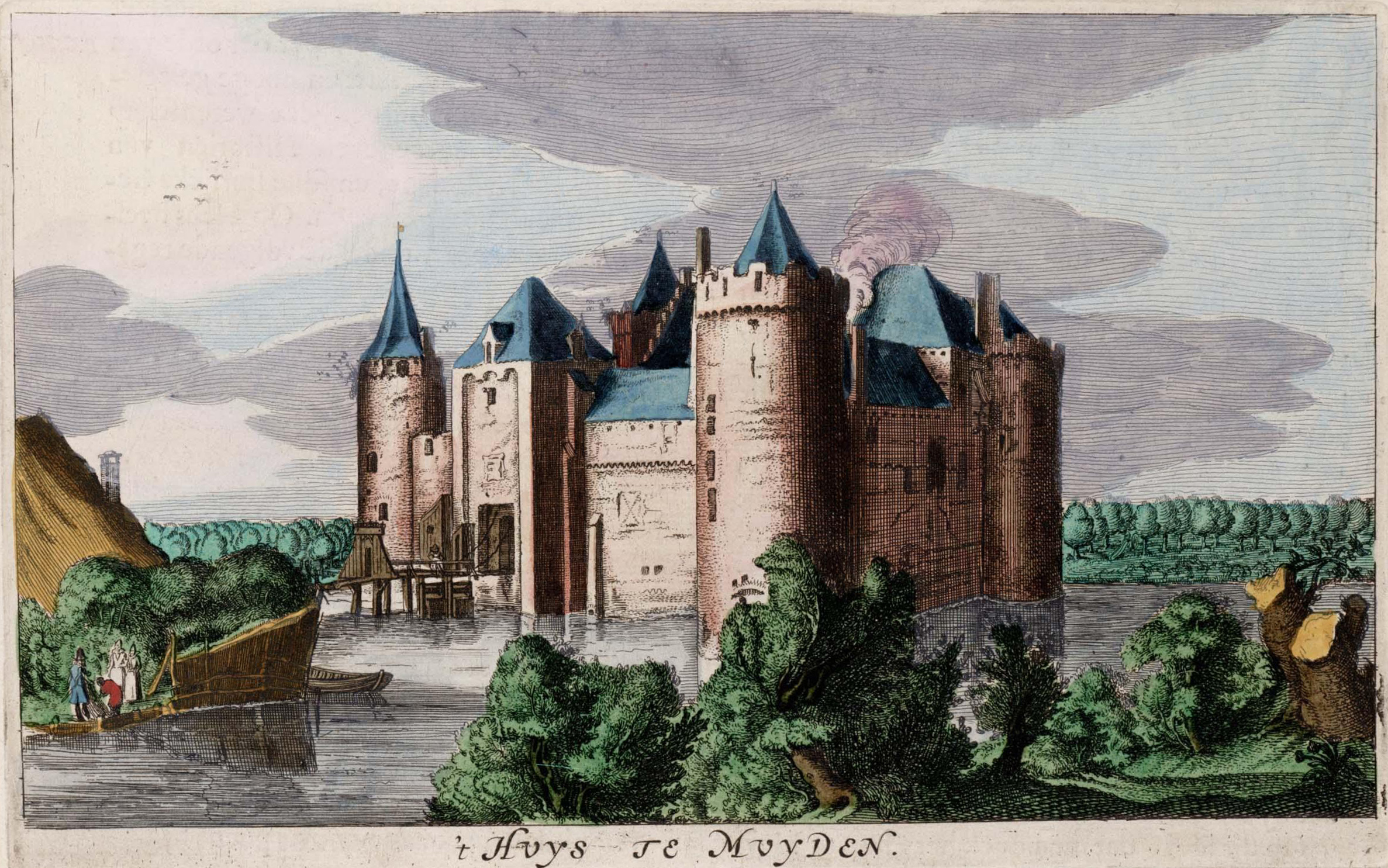
’t Huys te Muyden, le château fort de Muiden en 1649, gravure de l'Atlas Van Loon

On peut attribuer à la réalité désignée par le nom Muiderkring un caractère diffus et insaisissable : il s'agit évidemment d'un dénominateur pour un cercle culturel, à composition changeante, comprenant des amis, réunis par Hooft à Muiden, qui venaient manger chez lui, qui y passaient parfois la nuit et qui y jouissaient de la musique et du chant. En raison des nuits passées chez le châtelain hospitalier du Muiderslot, il existait entre les amis de Hooft une certaine conscience d'appartenir à un cercle d'amis extraordinaire, ce qui provoquait, selon Strengholt, apparemment une sorte d'intoxication légère dès qu'ils recevaient une invitation à une nouvelle réunion. Cependant, il ne s'agissait pas d'une société ayant eu un but et un programme de travail précis, mais de réunions à des fins récréatives et escapistes, programme bien illustré par les mots, suggérés par Hooft, que Maria Tesselschade avait gravés pour lui sur un verre ballon : « A demain les Affaires  [sic] ».
Mais le cercle de Muiden est à considérer comme une manifestation du comportement civilisé dans les sociétés de cette époque, plutôt que comme un phénomène de grande importance culturelle ayant eu une influence considérable sur la vie en Hollande au XVIIe siècle. D'après Sterck, aucun ouvrage d'importance, dans quel domaine que ce soit, ayant eu une certaine utilité pour la société, la religion, l'art, la science ou le développement de la population néerlandaise, ne serait émergé de ces nombreuses réunions. Le prestigieux cercle de Muiden n'a ni pu remplacer les vieilles chambres de rhétorique ni pu compenser ce qui s'est perdu par le déclin de celles-ci. Le fait que, hors du cercle de Muiden, un essor plus considérable fut atteint par des peintres, des artistes, des chanteurs et des poètes en dit assez sur l'impact qu'avaient les réunions de ce cercle.

## Divers
En 1994, l'ensemble de musique ancienne Camerata Trajectina a enregistré un programme sur la musique autour du cercle de Muiden.

## Sources
- (nl) KLAPWIJK, Cees (direction du projet). « De mythe van de Muiderkring – over netwerken », [En ligne], [www.literatuurgeschiedenis.nl].
- (nl) SMITS-VELDT, Mieke B. De Muiderkring in beeld. Een vaderlands gezelschap in negentiende-eeuwse schilderijen, Literatuur 15, 1998, p.  278-289.
- (nl) STERCK, Dr Johannes Franciscus Maria. Cultuur-historische studiën, Van Rederijkerskamer tot Muiderkring, Amsterdam, De Spieghel Uitgeversbedrijf, 1928.
- (nl) STRENGHOLT, Leendert. « Over de Muiderkring », Cultuurgeschiedenis in de Nederlanden van de Renaissance naar de Romantiek. Liber amicorum (réd. : Jozef ANDRIESSEN s.j., August KEERSMAEKERS, Piet LENDERS s.j.), Louvain, 1986, p. 265-277.